# أمازون برايم
أمازون برايم (بالإنجليزية: Amazon Prime)‏ هو برنامج اشتراك مدفوع من أمازون يمنح المستخدمين حق الوصول إلى خدمات إضافية غير متوفرة أو متوفرة بشكل استثنائي عن عملاء أمازون العاديين. تشمل الخدمات توصيل الموسيقى والفيديو خلال يوم واحد أو يومين. في يناير 2020، أفادت أمازون أن برايم لديها أكثر من 150 مليون مشترك حول العالم. غالبًا ما تتم مقارنة أمازون برايم ببرامج عضوية تسوق مدفوعة أخرى مثل كاستكو.

## برايم ميوزك
برايم ميوزك (بالإنجليزية: Prime Music)‏ هي خدمة بث موسيقي مشابهة لـ سبوتيفاي وأبل ميوزك ويوتيوب ميوزك وغيرها. يتيح الوصول إلى مكتبة معظم أغانيها لأعضاء أمازون برايم. تقدم أمازون خدمة اشتراك منفصلة تسمى أمازون ميوزك انليمتد (بالإنجليزية: Amazon Music Unlimited)‏. يكلف 7.99 دولارًا شهريًا لأعضاء برايم و9.99 دولارًا شهريًا لغير الأعضاء.

## برايم فيديو
ظهرت الخدمة لأول مرة في 7 سبتمبر 2006 باسم أمازون أنبوكس (بالإنجليزية: Amazon Unbox)‏ في الولايات المتحدة. في 4 سبتمبر 2008، تم تغيير اسم الخدمة إلى فيديو فيديو أون ديماند (بالإنجليزية: Amazon Video on Demand)‏. لا يزال اسم أنبوكس يشير إلى البرنامج المحلي، والذي لم يعد متاحًا اعتبارًا من أغسطس 2014 لتنزيل مقاطع الفيديو الفورية التي تم شراؤها. في 22 فبراير 2011، تم تغيير اسم الخدمة إلى أمازون إنستانت فيديو (بالإنجليزية: Amazon Instant Video)‏.

## برايم ريدينج
بدءًا من أكتوبر 2016، يحصل أعضاء برايم في الولايات المتحدة على إمكانية الوصول إلى مجموعة دوارة من كتب أمازون كيندل الإلكترونية من خلال برايم ريدينج (بالإنجليزية: Prime Reading)‏. تتوفر أيضًا بعض المجلات وأدلة السفر من خلال الخدمة. برايم ريدينج لا علاقة لها بأصحاب كيندل مكتبة الإعارة، كيندل أنليميتد، وكيندل فيرست، وجميعها لا تزال متاحة.

## برايم بانتري
ظهرت الخدمة لأول في أبريل 2014، بدأت أمازون خدمة شحن سلع البقالة غير القابلة للتلف في صندوق واحد للتسليم مقابل رسوم ثابتة. الخدمة متاحة في الولايات المتحدة، والمملكة المتحدة، وألمانيا، والنمسا، والهند، واليابان، وإيطاليا، وإسبانيا، وفرنسا.

## برايم ناو
في ديسمبر 2014، أعلنت أمازون أنه كميزة لأعضاء برايم الموجودين في أجزاء من مانهاتن ونيويورك، القدرة على توصيل المنتجات إليهم في غضون ساعة واحدة مقابل رسوم قدرها 7.99 دولار، أو في غضون ساعتين دون رسوم إضافية. اعتبارًا من عام 2014، تم توفير 25,000 منتج أساسي يوميًا مع خدمة التوصيل هذه. في فبراير 2015، تم تمديد الخدمة لتشمل كل مانهاتن. بحلول منتصف عام 2016، تم توسيع الخدمة في الولايات المتحدة لتشمل أجزاء من شيكاغو وميامي وبالتيمور سياتل ودالاس وأتلانتا وأوستن وناشفيل وبورتلاند وسان أنطونيو وتامبا. خارج الولايات المتحدة، توسعت إلى أجزاء من المملكة المتحدة، وإيطاليا، وألمانيا، وفرنسا، وإسبانيا، اليابان، وسنغافورة. لتلبية احتياجات برايم ناو عند الطلب، أطلقت أمازون كذلك أمازون فليكس، وهي منصة للمندوبين المستقلين لتقديم خدمات التوصيل.

## أمازون كي
في المنزل
في أكتوبر 2017، أضاف موقع Amazon.com خيارًا لأعضاء برايم للحصول على توصيلات في المنزل من قبل مندوبي أمازون فليكس، الذين يحصلون على حق الدخول للمنزل باستخدام رمز لمرة واحدة. أصبحت الخدمة، أمازون كي، متاحة للعملاء المقيمين في 37 منطقة مترو في الولايات المتحدة في أبريل 2018. اعتبارًا من عام 2018، تطلبت الخدمة قفلًا ذكيًا من كويكيت أو ييل وإصدارًا خاصًا من كاميرا الأمان كاميرا الأمن السحابية من أمازون (بالإنجليزية: Amazon's Cloud Cam security camera)‏.
في السيارة
أمازون Key In-Car هي خدمة تسمح لمالكي المركبات من خلال شركة OnStar (طرازات 2015+) أو فولفو، بتوصيل الطرود في صندوق سياراتهم. الخدمة متاحة في نفس المناطق مثل خدمة Amazon Key's In-Home delivery، ولكنها لا تتطلب أجهزة إضافية. يتم تزويد العملاء بنافذة تسليم مدتها أربع ساعات. خلال ذلك الوقت، يجب أن تكون سيارتهم موجودة في منطقة يمكن الوصول إليها بشكل عام.
في المرأب
في معرض الإلكترونيات الاستهلاكية 2019، أعلنت أمازون عن شراكة مع مجموعة تشامبرلين، مما يسمح بوضع الحزم في مرائب العملاء مع أجهزة الفتح التي تدعم myQ، كجزء من الخدمة الرئيسية.

## برايم اير
أعلن برنامج 60 دقيقة التلفزيوني في 1 ديسمبر 2013 أن أمازون برايم إير خدمة توصيل مستقبلية محتملة من المتوقع أن يتم تطويرها لعدة سنوات أخرى. من حيث المفهوم، ستستخدم العملية طائرات بدون طيار لتسليم عبوات صغيرة (أقل من خمسة أرطال) في غضون 30 دقيقة عن طريق الطيران لمسافات قصيرة (10-20 كم) من مراكز أمازون المحلية. في الولايات المتحدة، سيتطلب المشروع من إدارة الطيران الفيدرالية الموافقة على الاستخدام التجاري للطائرات بدون طيار.
في يوليو 2014، تم الكشف عن أن الشركة كانت تطور طرزها من الطائرات بدون طيار 8 و9، بعضها يمكن أن يطير 50 ميلاً في الساعة ويحمل حُزم بحجم 5 أرطال، وقد تقدموا بطلب إلى إدارة الطيران الفيدرالية لاختبارها.
على الرغم من ثقة الشركة، اعتبارًا من مارس 2020، فإن المشروع لم يُحلق حتى الآن، وتنتظر أمازون براءات الاختراع والاتفاقيات اللوجستية من حكومتي الولايات المتحدة والمملكة المتحدة.

## برايم داي
في 15 يوليو 2015، تكريما للذكرى العشرين للموقع، أطلقت أمازون لأول مرة برايم داي. يتضمن الحدث عددًا كبيرًا من المبيعات والعروض الترويجية المتاحة حصريًا لمشتركي أمازون برايم، مع ترويج أمازون أن الإصدار الأول سيحتوي على خصومات «أكثر من الجمعة السوداء». [77] واجه برايم داي الانتقادات في يومه الافتتاحي بشأن جودة الخصومات المقدمة، حيث تم ربط العديد منها بأشياء ليست مطلوبة بشكل كبير. وصف بعض المستخدمين مازحًا الحدث بأنه «بيع حديقة منزل»، وعلقت وول مارت أيضًا على الحدث من خلال منشور مدونة ترويجية تقول بأن العملاء «لا يجب عليهم دفع 100 دولار ليحصلوا على خصومات رائعة». دافعت أمازون عن انتقاد الحدث، مشيرة إلى أن حجم الطلبات على الموقع «تجاوز» مبيعات الجمعة السوداء في عام 2014.